# Костел Опіки св. Йосипа в Кракові
50°04′15″ пн. ш. 19°55′52″ сх. д. / 50.0709° пн. ш. 19.931° сх. д.
Костел Опіки св. Йосипа (пол. Kościół Opieki św. Józefa)  — римо-католицький парафіяльний костел і костел монастиря босих кармеліток, розташований в Кракові в районі I на вулиці Лобзовській, 40, на Піску. Він був побудований на місці колишньої вілли з садом, переданої босим кармеліткам після того, як вони були змушені залишити Познань і приїхати до Кракова в 1874 році.
Нинішній комплекс костельних і монастирських будівель був побудований у стилі модернізму в 1903—1905 роках за проектом двох архітекторів із Кракова Тадеуша Стриєнського та Францішека Мончинського . Оздоблення костелу — неоготичне.